# Ghiacciaio Bunner
Il ghiacciaio Bunner (in inglese Bunner Glacier) è un ampio ghiacciaio situato sulla costa di Walgreen, nella parte orientale della Terra di Marie Byrd, in Antartide. Il ghiacciaio, il cui punto più alto si trova a circa 400 m s.l.m., è situato in particolare sulla costa nord-orientale della penisola Bear, e da qui fluisce verso nord-est lungo la costa sud-orientale della penisola Gurnon fino ad entrare nel mare di Amundsen.

## Storia
Il ghiacciaio Bunner è stato mappato dallo United States Geological Survey grazie a ricognizioni terrestri dello stesso USGS e a fotografie aeree scattate dalla marina militare statunitense nel periodo 1959-66; esso è stato poi così battezzato dal Comitato consultivo dei nomi antartici in onore del sergente Donald R. Bunner, membro del distaccamento aviazione dell'esercito statunitense durante l'operazione Deep Freeze del 1965-66.